# 謝興勒溫德蓋倫山
46°53′16.5″N 8°47′29.9″E / 46.887917°N 8.791639°E

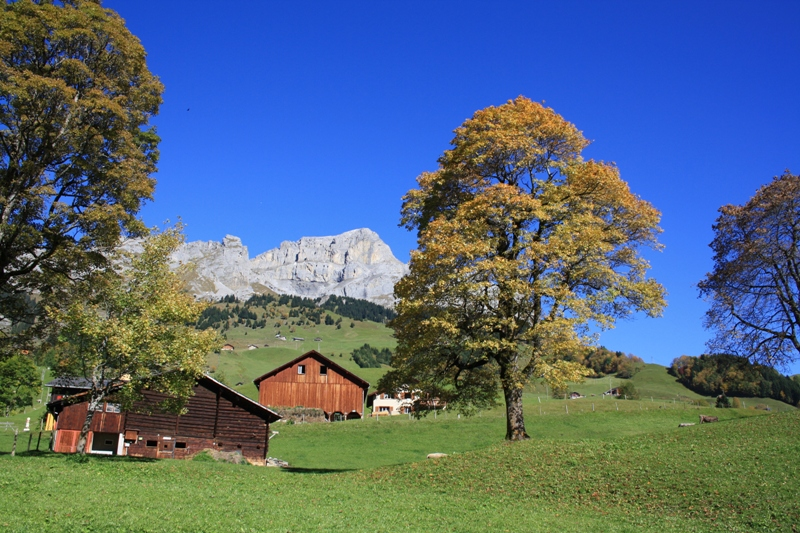

謝興勒溫德蓋倫山（Höch Windgällen），是瑞士的山峰，位於該國中部，由烏里州負責管轄，屬於施維茨阿爾卑斯山脈的一部分，海拔高度2,764米，每年平均降雨量2,385毫米。